# Gradnja
Gradnja (Servisch cyrillisch Градња) is een plaats in de Servische gemeente Vranje. De plaats telt 247 inwoners (2002).